# Julian Romero z patronem
Julian Romero z patronem – obraz olejny przypisywany hiszpańskiemu malarzowi pochodzenia greckiego Dominikosowi Theotokopulosowi, znanemu jako El Greco.
Portret przedstawia Juliana Romero el de las Azanass, rycerza, kapitana orderu Santiago, uczestnika walk o Sait-Quentin. Został zamówiony prawdopodobnie przez jego córkę jako obraz wotywny i miał być umieszczony obok ołtarza zamiast grobowej tablicy. El Greco zmienił charakter wojowniczego rycerza w uduchowionego człowieka. Przedstawia go klęczącego, pogrążonego w żarliwej modlitwie w wielkim białym płaszczu, rozłożonym szeroko prawie bez fałd tworzącego piramidę zakończoną głową Romera.
Po jego prawej stronie stoi mężczyzna w czarnej zbroi. Według różnych hipotez jest to Święty Ludwik, Święty Julian lub bizantyjski Święty Teodor. Twarz postaci skąpana jest w świetle, załzawione oczy skierowane są ku niebu z równą żarliwością jaką można zaobserwować u wszystkich świętych malowanych przez El Greca. Zbroja rycerza jest identyczna z tą widoczną na obrazie Pogrzeb hrabiego Orgaza. Charakterystyczny dla twórczości artysty jest opiekuńczy gest rąk patrona: jedna dłoń położona jest na ramieniu Romera, druga, długa i wygięta dłoń ma wyciągnięty jeden tylko palec, który niczego nie dotyka.
Na kolumnie z lewej stronie znajduje się napis informujący o godności portretowanego.

## Proweniencja
Obraz znajdował się kolejno w kolekcji markiza Lugros, Alcalá la Real (przed 1890 rokiem); w kolekcji Leopolda Eguilaza, Granada oraz do 1926 roku w kolekcji Legado Luisa de Errazu w Paryżu.